# 白田敏人
白田 敏人（しらた はやと、1986年5月5日 - ）は、千葉県出身のプロバスケットボール選手である。ポジションはガード。182cm、78kg。

## 来歴
千葉県立幕張総合高等学校から新潟のインターナショナル留学カレッジ（Ciao）に進み、サンディエゴのミラコスタカレッジに留学。
2009年10月13日、富山グラウジーズに練習生として入団。2010年2月17日にプロ契約。
2011年9月22日、同年にbjリーグへ参戦する千葉ジェッツに加入。
2013年オフ退団。

## 経歴
- 幕張総合高校 - Ciao - ミラコスタカレッジ - 富山グラウジーズ（2010年） - 千葉ジェッツ（2011年-2013年）